# Taurus
Taurus (turško Toros Dağları, starogrško starogrško Ὄρη Ταύρου, Óri Távrou) je gorovje  v  južni Turčiji, ki ločuje sredozemsko obalno regijo od osrednje anatolske planote. Razteza se od jezera Eğirdir na zahodu do gornjega toka Evfrata in Tigrisa na vhodu in je del evrazijskega alpskega pasu.  
Taurus je sestavljen iz treh glavnih gorovij. Od zahoda proti vzhodu si sledijo:
- Zahodni Taurus (Batı Toroslar)
  - Gorske verige Akdağlar, Begove gore, Katrancık in Geyik
- Srednji Taurus (Orta Toroslar)
  - Gorske verige Akçalı, Bolkar,  Anti-Taurus, Tahtalı in Aladaglar
- Jugovzhodni Taurus (Güneydoğu Toroslar)
  - Gorske verige  Nurhak,  Malatya,  Maden, Genç in  Bitlis

### Prazgovinsko do zgodnjerimsko obdobje
V antičnih vzhodosredozemskih kulturah je bogove groma najpogosteje  simboliziral bik, latinsko taurus,  po katerem je dobilo ime tudi gorovje. V Taurusu je veliko antičnih templjev, posvečenih bogu groma. Silne gorske nevihte z bliskanjem in grmenjem so starodavni Sirci šteli za delo boga groma Adada, da bi z njimi povečal vodostaj Evfrata in Tigrisa in s poplavami pognojil njihovo zemljo. Huriti, ustvarjalci različnih nevihtnih bogov na antičnem Bližnjem vzhodu, so po mnenju sodobnih znanstvenikov izvirali iz Taurusa.  
Na arheološkem najdišču iz bronaste dobe v Kestelu so odkrili dokaze, da so v tem mestu v bronasti dobi rudarili kositrovo rudo. Severno od Tarza je preko Taurusa prelaz, v antiki znan kot Kilikijska vrata. 
Gorsko verigo Amanus v južni Turčiji so navzgor potisnili premiki na stiku treh tektonskih plošč. Amanus je naravna meja med Kilikijo na zahodu in Sirijo na vzhodu. V verigi je več gorskih prelazov, med njimi Amanska vrata (Bahçe), ki imajo velik strateški pomen. Leta 333 pr. n. št. je v bitki pri Isu ob vznožju Amanusa na sredozemski obali Aleksander Makedonski porazil perzijskega kralja Dareja III. Kodomana.  Ko  so v obdobju drugega jeruzalemskega templja Judje  poskušali bolj natančno opredeliti geografske meje Obljubljene dežele, so goro Hor v pogorju Amanus označili za severno mejo Sirske nižine.

### Od poznorimskega obdobja do danes
Med prvo svetovno vojno so Nemci in Turki preko Taurusa zgradili mrežo železniških prog, ki so bile strateško zanimive za obe vojskujoči se strani. Po sklenitvi premirja leta 1918 so zavezniki zahtevali, da pride omrežje pod njihov nadzor.

## Geografija
V pogorjih Aladaglar in Bolkar je erozija apnenca ustvarila kraško pokrajino s slapovi, podzemnimi rekami in nekaj največjimi kraškimi jamami v Aziji. Na južnih pobočjih pogorja Beydaglari izvira reka Manavgat.

## Zanimivosti
Po Taurusu potekajo številne pohodniške poti, plezalne smeri, tu sta tudi dve smučarski središči. Prvo je v Davrasu, oddaljenemu približno 25 km od Eğirdirja in Isparte, drugo pa v Saklıkentu kakšnih 40 km od Antalye. 
Na železniški progi Konya-Adana je pri vasi Hacıkırı v provinci Adana 98 m visok viadukt Varda, ki so ga leta 1910 zgradili Nemci.

## Zahodni Taurus
Zahodni Taurus tvori lok okoli Antalijskega zaliva. Od Centralnega Atlasa na vzhodu ga ločujeta planota Taşeli in reka Goksu.  V gorovju je veliko vrhov, visokih med 3000-3800 m. Kompleks tvorijo štiri gorske verige:
- Beydaglari (Begove gore), zahod, najvišji vrh  Kizlarsivrisi (3.086 m)
- Aladaglar, sredina,  najvišji vrh    Demirkazik (3.756 m)
- Bolkar,  jugovzhod, najvišji vrh   Medetsiz (3.524 m)
- Munzur, severovzhod, najvišji vrh Akbaba ( 3.462 m)
  - Mercan, znotraj  Munzurja

- Termessos, antično mesto v Zahodnem Taurusu
- Sončni zahod v  Antalyi z gorami na zahodu
- Alanya in gore nad njo

## Centralni Taurus
Centralni Taurus je gorovje severno od Mersina in severozahodno od Adane. 
- Aladağlar
- Tahtalı
- Gülek, provinca Mersin
- Železniški viadukt, provinca Adana
- Gore pri  Mersinu
- Jezero malo pod vrhom Karagöla

## Jugovzhodni Taurus
Jugovzhodni Taurus se razteza od jugovzhode Anatolije do severne Mezopotamije. V njem izvirata Evfrat in Tigris. 
- Malatya in jugovzhodni Taurus
- Jez Karakaya